# Chrotomys
Chrotomys (Хротоміс) — рід гризунів родини мишеві (Muridae). Їх можна знайти тільки на Філіппінах, зокрема, острова Лусон, Міндоро і Сибуян.

## Характеристика
Досягають довжини голови й тіла від 15 до 20 сантиметрів, плюс від 9 до 12 сантиметрів хвіст. Вага 115-190 грамів. Вони названі на честь двох чорних смуг на сірому чи коричневому хутрі зверху. Хвіст відносно короткий, очі маленькі, вуха середнього розміру.

## Поширення, екологія
Їх місце існування тропічний дощовий ліс, тварини можуть бути знайдені до 2600 метрів. Мало що відомо про їх спосіб життя. На відміну від інших мишевих ці тварини харчуються переважно безхребетними, хоча вони їдять небагато рослинної речовини. Це, ймовірно, результат того що тварини знаходяться в екологічній ніші, яку як правило, заповнюють землерийки Soricidae. Землерийки та інші комахоїдні відсутні на цих філіппінських островах.